# Keith David
Keith David, właśc. Keith David Williams (ur. 4 czerwca 1956 w Nowym Jorku) – amerykański aktor filmowy i telewizyjny, piosenkarz, zdobywca nagrody Emmy, trzykrotnie nominowany do tej statuetki.

## Życiorys

### Wczesne lata
Urodził się na Harlemie w Nowym Jorku jako syn Delores (z domu Dickenson) i Lestera Williamsa. Wystąpił w szkolnym przedstawieniu L. Franka Bauma Czarnoksiężnik z Krainy Oz jako tchórzliwy lew. W 1975 ukończył nowojorską szkołę średnią The School of Performing Arts, a w 1979 roku otrzymał dyplom ukończenia wydziału aktorskiego i muzycznego w The Juilliard School w Nowym Jorku.

### Kariera
Występował w Public Theatre w tragedii Williama Shakespeare’a Koriolan (Coriolanus, 1979) u boku Christophera Walkena i na broadwayowskiej scenie w sztukach: Edwarda Albee Pani z Dubuque (The Lady From Dubuque, 1980), Ostatni dżem Jelly’ego (Jelly's Last Jam, 1992) i Augusta Wilsona Siedem gitar (Seven Guitars, 1995).
Po raz pierwszy pojawił się na małym ekranie w miniserialu ABC Korzenie: Następne pokolenia (Roots: The Next Generations, 1979) u boku Marlona Brando, Olivii de Havilland, Henry’ego Fondy, Marca Singera i Jamesa Earla Jonesa oraz zadebiutował w kinowym dramacie kryminalnym Dyskotekowy ojciec chrzestny (Disco Godfather, 1979). Znalazł się w obsadzie filmu sci-fi Johna Carpentera Coś (The Thing, 1982) z Kurtem Russellem, dramatu wojennego o wojnie wietnamskiej Olivera Stone’a Pluton (Platoon, 1986) z Tomem Berengerem, Charliem Sheenem i Willemem Dafoe, Sajgon (Off Limits, 1988) u boku Scotta Glenna, biograficznego dramatu muzycznym Clinta Eastwooda Bird (1988) i filmu sci-fi Johna Carpentera Oni żyją (They Live, 1988) z Meg Foster.
Był trzykrotnie nominowany do nagrody Emmy; w 1996 za użyczenie głosu Goliatowi w animowanym serialu ABC Gargoyles (1994–1996), za rolę gracza w golfa Earla Woodsa w telewizyjnym biograficznym dramacie sportowym Opowieść Tigera Woodsa (The Tiger Woods Story, 1998) i za narratora w dokumentalnym serialu BBC Jazz (2001).
W 1997 roku podłożył głos w grze Fallout za Deckera, w 1999 za Vhailora w grze Planescape Torment, a w 2013 za Keitha Davida w grze Saints Row IV.
Rola narratora w biograficznym dokumentalnym filmie sportowym Wzloty i upadki Jacka Johnsona (Unforgivable Blackness: The Rise and Fall of Jack Johnson, 2004) przyniosła mu nagrodę Emmy.

## Życie prywatne
22 września 1990 poślubił Margit Edwards Williams. Jednak doszło do rozwodu. 28 kwietnia 2001 ożenił się z Dionne Leą. Mają dwie córki: Maelee (ur. 9 sierpnia 2001) i Ruby.

## Filmografia

### Filmy
- 1979: Dyskotekowy ojciec chrzestny (Disco Godfather) jako właściciel klubu
- 1982: Coś (The Thing) jako Childs
- 1986: Pluton (Platoon) jako King
- 1988: Bird jako Buster Franklin
- 1988: Zaginiony w akcji 3 (Braddock: Missing in Action III) jako kapitan bramy ambasady
- 1988: Sajgon (Off Limits) jako Maurice
- 1988: Oni żyją (They Live) jako Frank
- 1989: Wykidajło (Road House) jako Ernie Bass
- 1989: Na zawsze (Always) jako facet z elektrowni
- 1990: Wybraniec śmierci (Marked for Death) jako Max Keller
- 1990: Ludzie pracy (Men at Work) jako Louis Fedders
- 1992: Diagnoza zbrodni (Final Analysis) jako detektyw Huggins
- 1992: Artykuł 99 (Article 99) jako Luther Jermoe
- 1993: Ostatni żywy bandyta (TV) jako Lovecraft
- 1994: Orbitowanie bez cukru (Reality Bites) jako Roger
- 1994: Władcy marionetek (The Puppet Masters) jako Alex Holland
- 1995: Prezydencki szmal (Dead Presidents) jako Kirby
- 1995: Szybcy i martwi (The Quick and the Dead) jako sierżant Cantrell
- 1995: Brooklyn Boogie (Blue in the Face) jako Jackie Robinson
- 1996: Dzwonnik z Notre Dame jako żołnierz Frolla (głos)
- 1997: Wulkan (Volcano) jako porucznik Ed Fox
- 1997: Znikający punkt (TV) jako Warren Taft
- 1997: Herkules (Hercules) jako Apollo (głos)
- 1997: Księżniczka Mononoke jako Okkoto, Narrator (głos)
- 1998: Armageddon jako generał Kimsey
- 1998: Sposób na blondynkę (There’s Something About Mary) jako Charlie, ojciec Mary
- 2000: Pitch Black jako Abu „Imam” al-Walid
- 2000: Gdzie serce twoje (Where the Heart Is) jako Moses Whitecotten
- 2000: Requiem dla snu (Requiem for a Dream) jako Wielki Tim
- 2000: Sezon rezerwowych (The Replacements) jako Lindell
- 2001: Final Fantasy: Wojna dusz jako członek rady (głos)
- 2001: Nowokaina jako detektyw Lunt
- 2002: Barbershop jako Lester Wallace
- 2003: Kaena: Zagłada światów jako Voxem (głos)
- 2003: Przywódca – zwariowana kampania prezydencka jako Bernard Cooper
- 2003: Agent Cody Banks jako dyrektor CIA
- 2004: Wzloty i upadki Jacka Johnsona (Unforgivable Blackness: The Rise and Fall of Jack Johnson)
- 2004: Miasto gniewu jako porucznik Dixon
- 2004: Kroniki Riddicka jako Imam
- 2004: Agent Cody Banks 2: Cel Londyn jako dyrektor CIA
- 2004: Beef II jako Narrator
- 2005: Brudne sprawy jako kapitan Spain
- 2005: Pan i pani Smith jako ojciec
- 2005: Transporter 2 jako Stappleton
- 2005: The Proud Family Movie (TV) jako Bebe Clone (głos)
- 2006: ATL jako John Garnett
- 2006: Za linią wroga II: Oś zła jako MCPO Scott Boytano
- 2006: Niespełnione pragnienia jako trener Popovich
- 2008: Centralne biuro uwodzenia jako szef FBI Conrad
- 2008: Superhero jako szef policji
- 2008: Liga Sprawiedliwych: Nowa granica jako Centre (głos)
- 2008: Święty szmal jako sędzia B. Bennet Galloway
- 2009: Naprzeciw ciemności jako porucznik Waters
- 2009: Wszystko o Stevenie jako Danny Corbitt
- 2009: Koralina i tajemnicze drzwi jako kot (głos)
- 2009: Księżniczka i żaba jako dr Facilier (głos)
- 2009: Za linią wroga: Kolumbia jako komandor Scott Boytano
- 2009: Gamer jako agent Keith
- 2009: Call of Duty: Modern Warfare 2
- 2010: Loteria jako Sweet Tee
- 2010: Krok do sławy 2 jako Terry Harris
- 2010: Zgon na pogrzebie jako Reverend Davis
- 2011: Goryl Śnieżek w Barcelonie jako Anvil (głos)
- 2012: Atlas chmur jako Kupaka / Joe Napier / An-kor Apis / Przewidujący
- 2012: Smiley jako Diamond
- 2013: Skubani jako szef Broadbeak (głos)
- 2016: Nice Guys. Równi goście jako starszy facet

### Seriale TV
- 1988: McCall jako Cristo
- 1991: 3×3 Oczy jako mama (głos)
- 1993: Kroniki młodego Indiany Jonesa jako król Oliver
- 1994–1995: Aladyn jako Minos, Król Zahbar (głos)
- 1994−1997 Gargoyles jako Goliat, Thailog, Oficer Morgan (głos)
- 1993: Fantastyczna Czwórka jako Czarna Pantera (głos)
- 1996: Oblicza Nowego Jorku jako Harris
- 1996: Timon i Pumba jako Mr. Pig (głos)
- 1997–1999: Spawn jako Spawn (głos)
- 1997–1999: Herkules jako Apollo (głos)
- 2001: Prawo i porządek jako John Robertson
- 2001: Legenda Tarzana jako Tublat (głos)
- 2001–2002: Zawód glina jako porucznik Williams
- 2001–2002: Café Myszka jako Mufasa (głos)
- 2003: CSI: Kryminalne zagadki Las Vegas jako Matt Phelps
- 2003: Liga Sprawiedliwych jako Despero (głos)
- 2004: Młodzi Tytani jako Atlas (głos)
- 2005: Chirurdzy jako Lloyd Mackie
- 2005: Everwood jako Brian
- 2006–2007: Ostry dyżur jako Pastor Watkins
- 2006–2007: Siódme niebo jako Stanley Sunday
- 2008: The Spectacular Spider-Man jako Big Man (głos)
- 2008: Na granicy prawa jako Miles Grant
- 2008: Kulisy II wojny światowej jako narrator
- 2008: Świry jako pan Guster
- 2009: Wzór jako Jeremiah Miller
- 2011: Hawaii Five-0 jako Jimmy Cannon
- 2011: The Cape jako Max Malini
- 2011: Allen Gregory jako Carl Trent D'Avis „Cole Train” (głos)
- 2012: Robot Chicken – głos
- 2012-2015: Community jako narrator / Elroy Patashnik
- 2012–2017: Pora na przygodę! jako Flame King, Balthus (głos)
- 2013: Liga Młodych jako Mongul (głos)
- 2013: Touch jako Dutch
- 2013: Biblia jako narrator
- 2013: Once Upon a Time in Wonderland jako Kot z Cheshire (głos)
- 2014: Enlisted jako sierżant szefa Komendanta Głównego Donald Cody
- 2014: Skorpion jako Warden
- 2015: Archer jako Lemuel Kane (głos)
- 2015: Mr. Robot jako Qwerty (głos)
- 2015: Extant: Przetrwanie jako Nicholas Calderon
- 2015: Wujcio Dobra Rada jako Święty Mikołaj (głos)
- 2015–: Rick i Morty jako prezydent, odwrócona żyrafa (głos)
- 2015–2016: Wojownicze Żółwie Ninja jako Sal Commander, G'Throkka (głos)
- 2016: Impersonalni jako Terence Beale
- 2017: Zwyczajny serial jako Streaming (głos)
- 2017: Flash jako Solovar (głos)
- 2017: OK K.O.! Po prostu walcz jako Crinkly Wrinkly (głos)
- 2017: Ben 10 jako Yawk (głos)
- 2017: BoJack Horseman jako Lew Muzyk (głos)
- 2017: Między nami, misiami jako ojciec Barry’ego (głos)
- 2017: Superior Donuts jako John
- 2017: Nie ma mowy jako Pułkownik
- 2017: Future Man jako doktor Eliasz Kronish
- 2018: SpongeBob Kanciastoporty jako Kołnierz Gary’ego (głos)
- 2018–2019: Star Butterfly kontra siły zła jako Glossaryck (głos)
- 2019: Płazowyż jako Andrias (głos)
- 2024: Hazbin Hotel jako Husk (głos)

### Gry komputerowe
- 1997: Fallout jako Decker (głos)
- 1999: Planescape: Torment jako Vhailor (głos)
- 2004: Halo 2 jako Arbiter (głos)
- 2006: Saints Row jako Julius Little (głos)
- 2007: Halo 3 jako Arbiter (głos)
- 2007: Transformers: The Game jako Barricade (głos)
- 2007: Mass Effect jako David Anderson (głos)
- 2009: Saints Row 2 jako Julius Little (głos)
- 2009: Call of Duty: Modern Warfare 2 jako sierżant Foley (głos)
- 2010: Mass Effect 2 jako David Anderson (głos)
- 2012: Mass Effect 3 jako David Anderson (głos)
- 2013: Saints Row IV jako wiceprezydent Keith David, Julius Little (głos)
- 2014: Halo: The Master Chief Collection jako Arbiter (głos)
- 2015: Halo 5: Guardians jako Arbiter (głos)
- 2020: Mortal Kombat 11 jako Spawn (głos)